# حصار الرها
حصار كونتية الرها هو حصار وقع من 28 نوفمبر حتى 24 ديسمبر 1144، وأسفر عن سقوط مدينة الرها عماد الدين زنكي في أيدي هيو الثاني القائد الصلبيبن

## الخلفية التاريخية
كانت كونتية الرها أول إمارة صليبية أنشأت في المشرق الإسلامي أثناء وبعد الحملة الصليبية الأولى. وكانت أضعف الإمارات الصليبية وأقل سكانا. وإضافة إلى كونها في أقصى الشمال ومعزولة بحريا فكانت عرضة لهجمات متكررة من قبل الأرتقيون والسلاجقة الأتراك. وقد أسر كل من بالدوين الثاني والكونت القادم جوسلين الأول في معركة حران سنة 1104. ثم أسرا مرة ثانية سنة 1122. وعلى الرغم من تحسن وضع الرها بعد معركة أعزاز في سنة 1125 إلا أن جوسلين الأول قتل في معركة سنة 1131. اضطر خليفته جوسلين الثاني إلى التحالف مع الإمبراطورية البيزنطية، لكن توفي كل من الإمبراطور البيزنطي يوحنا الثاني كومنينس وملك بيت المقدس فولك وقد خلف الإمبراطور يوحنا ابنه مانويل كومنينوس الذي اضطر إلى التعامل مع إخوته لتوحيد الإمبراطورية كما خلف كل من فولك زوجته ميليسندا وابنها بالدوين الثالث. كما تخاصم جوسلين الثاني مع ريموند الثاني كونت أنطاكية. مما ترك الرها بدون حلفاء.

## فتح الرها
قام جوسلين الثاني سنة 1144 بعقد تحالف مع قرة أصلان الأرتقي حاكم ديار بكر ضد القوة المتنامية لعماد الدين زنكي في حلب وخرج مع معظم جيشه تقريبا لمساندة قره أصلان. سارع عماد الدين بحصار الرها مستغلا موت الحليف الأساسي الملك فولك. وعلى الرغم من وصول الخبر إلى الرها من تقدم عماد الدين لحصار الرها إلا أنه لم يكن هناك شيء لفعله نظرا لخروج معظم الجيش من الكونتية.
تولى الدفاع عن الإمارة كل من المطران هيو الثاني والمطران يوحنا الأرمني، والمطران باسيليوس يعقوبي. وعندما علم جوسلين الثاني بالحصار ذهب بجيشه إلى تل باشر. ووجه نداء إلى مساعدة الكونتية. أرسلت ميليسندا جيشا بقيادة مانسيس وفيليب الثاني في حين تجاهل ريموند الثاني النداء متحججا بأن جيشه يساعد الإمبراكور البيزنطي في قيليقية.
قام عماد الدين بحصار المدينة بأكماله وقام بنصب المنجنيقات وبدأ بحفر الأسوار. حاول أهل المدينة مقاومة الحصار لكن لم يكن لديهم الخبرة الكافية وبقيت الأبراج العديدة بدون رجال للحماية. ليتحطم جزء من السور قرب بوابة الأحصنة في 24 كانون الأول ليدخل منه عماد الدين إلى المدينة. وقتل الجيش جميع من لم ينجح في الفرار إلى القلعة كما مات الكثير دهسا بسبب التزاحم ومنهم المطران هيو الثاني. أمر عماد الدين بوقف القتل وسمح للمسيحين بالعيش في المدينة بحرية ليتسلم القلعة يوم 26 كانون الأول. ولم يستطع أن يصل جيش بيت المقدس في الوقت المناسب.

## النتائج
أغتيل عماد الدين سنة 1146 أثناء حصاره لقلعة جعبر، فحاول جوسلين الثاني استعادة الرها إلا أن نور الدين زنكي تصدى له وباءت حملته بالفشل.
وبحلول الوقت، وصلت أنباء سقوط الرها إلى أوروبا، وارسل بالفعل ريمون أنطاكية وفد يضم هيو، أسقف جبلة، والتماس المساعدة من البابا إيجين الثالث. في 1 كانون الثاني من سنة 1145 صدر قرارا بابويا يدعو إلى الحملة الصليبية الثانية. وقد قاد هذه الحملة من قبل لويس السابع من فرنسا وكونراد الثالث من ألمانيا، ولكن بحلول 1148 قد انتهت في حالات الكوارث، ولمم تستطع استرداد الرها.